# Gonczi (dystrykt)
Gonczi (tadż. Ноҳияи Ғончӣ, pers. ناحیۀ غانچی) – dystrykt w północnej części wilajetu sogdyjskiego w Tadżykistanie, graniczący na wschodzie z Kirgistanem. Jego stolicą jest miasto Gonczi.

## Podział administracyjny
Gafurow dzieli się na 8 dżamoatów:
- Jaktan
- Gazantarak
- Mujum
- Owczi
- Daljoni bolo
- Kalininabad
- Rosrowut
- Gonczi (miasto)